# Gengenbach
Gengenbach ( phát âm tiếng Đức: [ˈɡɛŋənˌbax] ⓘ; tiếng Đức Alemanni: Gängäbach) là một thị trấn thuộc huyện Ortenau, bang Baden-Württemberg, Đức.